# Unión de los Socialistas
La Unión de los Socialistas (en italiano: Unione dei Socialisti, UdS) fue un partido político italiano, de ideología socialdemócrata, surgido producto de una escisión en el Partido Socialista Italiano (PSI). Su líder era Ivan Matteo Lombardo, exsecretario general del PSI entre 1946 y 1947.

## Historia
Fue fundado el 7 de febrero de 1948, bajo la denominación de Unión de los Socialistas Italianos, y agrupaba a los socialistas opuestos a la coalición electoral del PSI con el Partido Comunista Italiano en el Frente Democrático Popular. Incluía además a algunos independientes cercanos al socialismo, así como a antiguos azionisti como Piero Calamandrei.
Para las elecciones generales del 18 de abril de 1948, se alió con el Partido Socialista de los Trabajadores Italianos (PSLI) en la lista Unidad Socialista. El pacto obtuvo 33 diputados y 8 senadores.
En julio de 1949, se une al Movimiento Autonomista Socialista (MAS) –fracción del PSI encabezada por Giuseppe Romita– para formar el Movimiento de Unificación Socialista (MUS), con el objeto de mancomunar a las fuerzas socialistas italianas. El 8 de diciembre de ese año, la UDS, el MAS y un sector del PSLI confluyen en el Partido Socialista Unitario, el cual se fusionaría en 1951 con el PSLI para formar el Partido Socialista Democrático Italiano.